# Реутов (Курская область)
Ре́утов — хутор в Курском районе Курской области России. Входит в состав Пашковского сельсовета.

## География
Хутор находится в центральной части Курской области, в пределах южной части Среднерусской возвышенности, в лесостепной зоне, на расстоянии примерно 8 км (по прямой) к северо-северо-западу от города Курск, административного центра района и области. Абсолютная высота — 259 м над уровнем моря.

### Климат
Климат характеризуется как умеренно континентальный, с относительно жарким летом и умеренно холодной зимой. Среднегодовая температура воздуха — 5,5 °С. Средняя температура воздуха самого тёплого месяца (июля) — 18,7 °C (абсолютный максимум — 37 °С); самого холодного (января) — −9,3 °C (абсолютный минимум — −35 °С). Безморозный период длится около 152 дней. Среднегодовое количество атмосферных осадков составляет 587 мм, из которых 375 мм выпадает в период с апреля по октябрь. Снежный покров образуется в первой декаде декабря и держится в среднем 125 дней.

### Часовой пояс
Хутор Реутов, как и вся Курская область, находится в часовой зоне МСК (московское время). Смещение применяемого времени относительно UTC составляет +3:00.

## Население
| 2002 | 2010 |
| ---- | ---- |
| 82   | ↗88  |

### Половой состав
По данным Всероссийской переписи населения 2010 года, в половой структуре населения мужчины составляли 42 %, женщины — соответственно 58 %.

### Национальный состав
Согласно результатам переписи 2002 года, в национальной структуре населения русские составляли 94 %.

## Инфраструктура
Личное подсобное хозяйство. В хуторе 43 дома.

## Транспорт
Реутов находится в 4,5 км от автодороги федерального значения М2 «Крым» (часть европейского маршрута E 105), в 10 км от автодороги межмуниципального значения 38Н-379 (Курск — Искра), в 2 км от автодороги 38Н-381 (38Н-379 — Чаплыгина — Алябьево), на автодороге 38Н-385 (38Н-381 — 1-е Курасово), в 12 км от ближайшего ж/д остановочного пункта Букреевка (линия Орёл — Курск). Остановка общественного транспорта.
В 141 км от аэропорта имени В. Г. Шухова (недалеко от Белгорода).